# Oda Nobuhiro
Oda Nobuhiro (織田信広,  onbekend - 13 oktober 1574) was de oudste zoon van Oda Nobuhide. Nadat de vader van Nobuhiro kasteel Anjo, in de provincie Mikawa innam in 1540, gaf hij het kasteel aan Nobuhiro. In 1549 werd Nobuhiro gevangen door de Imagawa-clan, maar werd gered doordat de Oda-clan een van haar gevangenen vrijliet, Matsudaira Takechiyo, later bekend als Ieyasu Tokugawa. 
De invloed van Nobuhiro nam langzaam af omdat hij een buitenechtelijke zoon was en hij altijd in de schaduw stond van zijn jongere broer Nobunaga. Nobuhiro miste ook het respect van veel van zijn eigen vazallen. Nobuhiro werd uiteindelijk gedwongen af te treden als het hoofd van de Oda, en Nobunaga nam zijn plaats in. Later spande Nobuhiro samen tegen Nobunaga met de hulp van Saito Yoshitatsu. Hun plan werd ontdekt en Nobunaga vergaf Nobuhiro. Nobuhiro werd uiteindelijk gedood in een gevecht met de Nagashima monto.